# Admission par voie universitaire GEI-UNIV
 (décembre 2018).
Si vous disposez d'ouvrages ou d'articles de référence ou si vous connaissez des sites web de qualité traitant du thème abordé ici, merci de compléter l'article en donnant les références utiles à sa vérifiabilité et en les liant à la section « Notes et références ».
 (mars 2021).
Les informations dans cet article sont mal organisées, redondantes, ou il existe des sections bien trop longues. Structurez-le ou soumettez des propositions en page de discussion.
Avec le temps, il arrive que le contenu présent dans un article devienne désordonné. Il est souvent nécessaire de réorganiser l'article de fond en comble.
- Il faut tout d’abord répartir le contenu de l'article en plusieurs sections. Les informations doivent ensuite être exposées clairement et le plus synthétiquement possible, regroupées par sujet afin d'éviter les doublons. Quelqu'un cherchant une information précise doit pouvoir la trouver rapidement en lisant la section appropriée.
- À l'intérieur de chaque section, le texte, souvent initialement sous la forme de phrases éparses, doit être regroupé dans des paragraphes de quelques lignes, en assurant un enchaînement logique et une cohérence entre les phrases.
- Lorsque l'article ou l'une de ses sections développe trop longuement un point qui n'est pas dans le cœur du sujet traité, il convient de faire une synthèse et de transférer l'ancien contenu dans des articles plus appropriés (en cas de transfert, il faut impérativement respecter la procédure Aide:Scission).

Si vous pensez que ces points ont été résolus, vous pouvez retirer ce bandeau et améliorer le plan d'un autre article.
Pour les articles homonymes, voir GEI.
L'admission par voie universitaire GEI-UNIV est une admission à 15 grandes écoles d'ingénieurs de haut niveau scientifique.
GEI-UNIV se compose des 10 écoles du Concours commun Mines-Ponts, auxquelles se joignent, l'École polytechnique, Arts & Métiers paris, l'École supérieur de Physique et Chimie Industrielle de la ville de Paris (ESPCI Paris), l'Institut d'Optique Graduate School (SupOptique) et l'École nationale de l'Aviation Civile (ENAC).
Ces 15 écoles proposent aux étudiants universitaires une inscription commune.

## Écoles
- École nationale des ponts et chaussées (École des Ponts ParisTech[2])
- Institut supérieur de l'aéronautique et de l'espace - cursus Supaero (ISAE-Supareo)
- École nationale supérieure de techniques avancées (ENSTA Paris)
- Télécom ParisTech (Télécom Paris[3])
- École nationale supérieure des mines de Paris (Mines ParisTech)
- École nationale supérieure des mines de Saint-Étienne (Mines Saint-Étienne)
- École nationale supérieure des mines de Nancy (Mines Nancy)
- École nationale supérieure Mines-Télécom Atlantique Bretagne Pays de la Loire (IMT Atlantique)
- École nationale de la statistique et de l'administration économique (ENSAE Paris)
- École nationale supérieure de chimie de Paris (Chimie ParisTech)
- École polytechnique (École polytechnique - X)
- École nationale supérieure d'Arts & Métiers (Arts & Métiers Paris)
- École supérieure de physique et de chimie industrielles de la ville de Paris (ESPCI Paris)
- Institut d'optique Graduate School (IOGS - SupOtique)
- École nationale de l'aviation civile (ENAC)

## À propos
Le Groupement d'Intérêt Public Concours Commun Mines Ponts (GIP CCMP) est l'opérateur chargé d'organiser le Concours Commun Mines Ponts à destination des candidats en classe préparatoire et le dispositif GEI-UNIV à destination des étudiants issus de la filière universitaire pour intégrer, respectivement, l'une des 10 ou 15 écoles citées ci-dessus.
Concernant GEI-UNIV, le GIP CCMP assure la gestion administrative, opérationnelle et logistique de ce recrutement, de l'inscription aux épreuves écrites. Les oraux sont propres à chaque école et organisés individuellement par chacune d'elles. Le GIP CCMP n'intervient qu'en support pour faciliter la programmation des oraux.
Le dispositif permet aux candidats d'effectuer une seule inscription pour les 15 écoles. Les épreuves écrites sont mutualisées pour l'ensemble des écoles, excepté pour l'École polytechnique et l'ENSTA Paris (pour son recrutement en L3 uniquement). Concernant les modalités d'épreuves de ces deux écoles, les candidats devront se renseigner directement auprès de l'École polytechnique.
Le dispositif GEI-UNIV n'est pas un concours mais une procédure d'admission (exception faite de l'École polytechnique et de l'ENSTA Paris pour lesquelles il s'agit d'un concours d'admission par voie universitaire). Ainsi, les épreuves ne sont pas soumises à des coefficients et ne donnent pas lieu à un classement des candidats.
Des frais de gestion de dossier, à hauteur de 110 euros s'appliquent à tous les candidats (hors boursiers) pour l'ensemble des écoles.

## Inscription
Le dispositif GEI-UNIV est destiné aux étudiants issus d'une formation universitaire, inscrits en 3ème année de licence (L3) ou 1ère année de Master (M1), suivant un cursus scientifique et préparant un diplôme universitaire.
Il s'adresse aux étudiants ayant un profil universitaire et a pour objectif de leur permettre de s'orienter vers un parcours d'ingénieur.
A l'inverse, il ne s'adresse pas aux candidats CPGE non admissibles par concours et qui souhaitent tenter pour la seconde fois d'intégrer l'une des 15 écoles par cette voie de recrutement.

### Procédure
Chaque dossier de candidature est porté à la connaissance des écoles que le candidat a coché lors de l'inscription. Chaque école appliquent individuellement ses propres critères de sélection.
De même, les résultats des épreuves écrites sont uniquement transmis aux écoles que le candidat a coché lors de l'inscription. Ils viennent appuyer la qualité du dossier académique.
Ainsi, chaque école apprécie librement la qualité du dossier de candidature en se basant sur ces deux éléments : dossier académique (enrichi des lettres de motivation et de recommandation) et résultats des épreuves écrites.
L'inscription comporte la création du dossier administratif, le dépôt des pièces justificatives, et paiement des frais d'inscription. Il n'y a pas de présélection sur dossier. Les candidats inscrits dont le dossier est conforme pourront se présenter aux épreuves écrites. Ces dernières sont obligatoires. Des cas de dérogation, obligatoirement accompagné d'un justificatif, pourront être étudiés. L'inscription, le dépôt des pièces justificatives et le paiement, le cas échéant, doivent impérativement être effectués dans les délais impartis.
Les épreuves écrites se déroulent durant une journée dans une dizaine de centres d'écrits en France métropolitaine et Outre-mer.. Elles sont composées de 2 épreuves scientifiques au format QCM, d'une épreuve de français (compréhension et analyse de texte) et d'une épreuve d'anglais (thème et question de compréhension).
Organisées individuellement par chacune des écoles, les épreuves orales se présentent sous la forme d'un oral scientifique et/ou d'un entretien. Elle se déroulent dans les écoles.
Chaque candidat recevable à l'oral devra sélectionner un créneau de passage à l'oral dans chacune des écoles auxquelles il est convoqué.

## Modalités des épreuves écrites
Les épreuves se composent de deux épreuves scientifiques couvrant les thématiques suivantes : mathématiques, physique, mécanique, science du vivant, génie civil, chimie, électronique/électricité/automatique, informatique et probabilités/statistiques au format QCM, d'une épreuve de français et d'une épreuve d'anglais.

### Épreuves scientifiques
La première épreuve couvre les domaines suivants : mathématiques et physique
La seconde épreuve couvre les domaines suivants : mécanique, science du vivant, génie civil, chimie, électronique/électricité/automatique, informatique et probabilités/statistiques
Les candidats doivent répondre aux questions des QCM en fonction de leur formation universitaire, de leurs compétences et des domaines d'enseignements requis par les écoles (cf tableau de la notice).

### Épreuves de langues
Ces deux épreuves ont pour but de vérifier le niveau linguistique des candidats afin de s'assurer que ces derniers seront aptes à suivre les cours dispensés en école. Elles ont également pour objectif d’évaluer l’aptitude des candidats à exposer de façon claire et dans une langue correcte, une réflexion structurée et un avis personnel sur un sujet d’actualité.

## Admissibilité
La procédure n'étant pas un concours, les candidats ne sont pas classés. Le jury des écoles est souverain quant à la décision de recevoir ou non un candidat à l'oral.

## Modalités des épreuves orales
Les épreuves orales sont propres à chaque école et organisés par chacune d'elles. Les épreuves orales peuvent être sous forme d'oraux scientifiques et/ou d'entretiens de motivation.

## Admission
L'admission est soumise à l'obtention du diplôme préparé lors de l'inscription (licence ou master).